# Kamenný Újezd (České Budějovice-i járás)
Kamenný Újezd település Csehországban, a České Budějovice-i járásban. Kamenný Újezd Včelná, Vrábče, Římov, Chlumec, Plav, Doudleby, Boršov nad Vltavou és Dolní Třebonín településekkel határos. Lakosainak száma 2682 fő (2024. január 1.).

## Népesség
A település lakosságának változását az alábbi diagram mutatja:
| Lakosok száma | 1720 | 1949 | 2215 | 1955 | 1987 | 1845 | 2323 | 2393 | 2512 | 2682 |
|               | 1869 | 1890 | 1921 | 1950 | 1980 | 2001 | 2017 | 2019 | 2022 | 2024 |